# (612620) 2003 SQ317
(612620) 2003 SQ317, também escrito como 2003 SQ317, é um objeto transnetuniano que está localizado no Cinturão de Kuiper, uma região do Sistema Solar. Este corpo celeste é classificado como um cubewano e é um membro da família Haumea. Ele possui uma magnitude absoluta de 5,2 e tem um diâmetro estimado de 253 km.

## Descoberta
(612620) 2003 SQ317 foi descoberto no dia 25 de setembro de 2003.

## Características orbitais
A órbita de 2003 SQ317 tem uma excentricidade de 0,077 e possui um semieixo maior de 42,500 UA. O seu periélio leva o mesmo a uma distância de 39,240 UA em relação ao Sol e seu afélio a 45,761 UA.